# Peregrino Anselmo
Juan Peregrino Anselmo (30. april 1902 – 27. oktober 1975) var en uruguayansk fodboldspiller og -træner, der med Uruguays landshold vandt guld ved VM i 1930 på hjemmebane. Han spillede i alt otte landskampe og scorede tre mål, og var også med til at vinde guld ved OL i 1928 i Amsterdam.
Anselmo spillede på klubplan for CA Peñarol i hjemlandet, hvor han også var træner efter at have indstillet sin aktive karriere.